# Gustaf Höglund
Karl Gustaf Höglund, född 3 februari 1910 i Gävle, död 17 december 1994 i Stockholm, var en svensk målare.
Han var son till målarmästaren Hjalmar Höglund och Klara Löfgren och från 1947 gift med Maj Norén. Han fick sina grundläggande kunskaper i konst av Nils Breitholtz i Gävle 1925–1930. Tillsammans med Karl-Gustaf Holmqvist, Bengt Eklund och Bertil Lundqvist etablerade de en ateljé i det gamla KFUM-huset i Gävle 1926. Där ordnade de kvällskurser i krokiteckning inför livs levande nakenmodeller två gånger i veckan. Man ordnade ofta gemensamma utställningar i ateljén och efter några år började den lilla kamratkretsen kallas för Brynäsgruppen. Han fortsatte sina konststudier vid Edvin Ollers målarskola i Stockholm 1939–1940 och vid Académie de la Grande Chaumière samt Académie Julian i Paris 1949. Separat ställde han ut på bland annat Gävle konsthall, Gästrike-Hälsinglands nation i Uppsala och Galerie Moderne i Stockholm. Han medverkade i grupputställningar med Brynäsgruppen och i samlingsutställningar med Gävleborgs läns konstförening. Hans konst består av stilleben, porträtt, figurer i naturen, stadsbilder, interiörer och landskapsbilder från Norrland i olja, pastell, tempera och akvarell. Höglund är representerad vid Gävle museum.